# BSA A10-serie
De BSA A10-serie was een serie 650cc-motorfietsen die het Britse merk BSA produceerde van 1950 tot 1963.

## Voorgeschiedenis

### BSA A7
BSA presenteerde in 1938 de M24 Gold Star, die 28 pk leverde en ruim 82 pond kostte. Tegelijkertijd presenteerde Triumph de Triumph Speed Twin, een 500cc-paralleltwin, die voor slechts 74 pond 27 pk leverde. BSA-hoofdconstructeur Val Page begon samen met Herbert Parker en David Munro onmiddellijk met de ontwikkeling van een paralleltwin voor BSA. Die machine was in 1939 eigenlijk al klaar, maar door het uitbreken van de Tweede Wereldoorlog kwam ze niet in de verkoop. Page was in 1938 naar Ariel vertrokken, maar Herbert Parker werkte tijdens de oorlog door aan het ontwerp en bouwde enkele prototypen. Dat resulteerde in 1947 in het uitbrengen van de 500cc-BSA A7, die 26 pk leverde. Page had het ontwerp van de Triumph niet gekopieerd. Een belangrijk verschil was dat de BSA A7 slechts een nokkenas achter het cilinderblok had, waar vier stoterstangen in een tunnel de kleppen aanstuurden. De Triumph had de inlaatnokkenas achter de cilinders en de uitlaatnokkenas ervoor. Dat betekende dat de ronde tunnel voor de stoterstangen de koellucht belemmerde. Bovendien was het Triumph-systeem rumoeriger. De BSA A7 werd echter weer overschaduwd door de 32pk-sterke Triumph Tiger 100 en nog erger was de aankondiging in 1949 van de 650cc-Triumph 6T Thunderbird.

## Bert Hopwood
In 1948 kwam Bert Hopwood als hoofdconstructeur naar BSA. Hopwood, een oud-leerling van Val Page, had enorm veel ervaring met paralleltwins. Bij Triumph had hij samen met Edward Turner de Speed Twin ontwikkeld en in zijn ene jaar bij Norton ontwierp hij de Norton Dominator. Hij begon meteen met de ontwikkeling van de 650cc-BSA A10.

## BSA A10 Golden Flash (1950-1961)
| {{{2}}} |
| De zwarte versie van de Golden Flash met plunjervering uit 1951.                                                                                         |
| A10 Golden Flash met swingarm uit 1960. |
| De rechterkant van het motorblok. In het distributiecarter gaat rechts een ketting naar de dynamo en links een tandwieltrein naar de ontstekingsmagneet. |
| {{{2}}} |
| A10R Road Rocket uit 1956. |
| BSA A10R Super Rocket uit 1961. |
| BSA A10S Spitfire Scrambler. |
| De BSA A10RGS Rocket Gold Star had een Gold Star-frame en een omgekeerd toerstuur in plaats van de clip-ons.                                             |
| Ariel Huntmaster met BSA Golden Flash-motor uit 1955 |

Hopwood moest snel werken om de BSA A10 Golden Flash tegelijk met de Triumph te presenteren. In augustus 1949 begon een test met drie prototypen en negen testrijders die 6.400 km per week aflegden. Er bleken geen kinderziekten te zijn en in oktober 1949 werd de machine gepresenteerd op de Motor Cycle Show en in november stond ze al bij de dealers. Ze was nog sterk gebaseerd op de A7, met een grotere boring en slag, maar met dezelfde opbouw van motor en frame. Wel maakte hij de boring/slagverhouding minder extreem. Met 70 x 84 mm was die 1:1,2. De A7 had een boring/slagverhouding van 1:1,3 (62 x 82 mm), maar in 1951 veranderde Hopwood die in 1:1,1 (66 x 72,6 mm). De A10 werd zonder vering of met plunjervering geleverd. Die mogelijkheid had de A7 al sinds 1949 en er waren veel klachten over. Het vermogen van 35 pk maakte een topsnelheid van ruim 160 km/uur mogelijk en zelfs met een middelzwaar zijspan haalde de machine 110 km/uur. Het gemiddelde brandstofverbruik van 1:16 met zijspan was voorbeeldig te noemen. Van de A7 werd ook de semi-unit-versnellingsbak overgenomen. Die was aanvankelijk aan het motorblok vastgebout, maar vormde er geen geheel mee. In 1954 werd hiervan weer afgestapt en kreeg de machine een losse (pre unit) versnellingsbak. Gedurende de hele periode van 1950 tot 1961 bleef de Golden Flash het toermodel van de serie, met een lager vermogen dan de andere modellen. De BSA A10 Golden Flash werd in 1962 opgevolgd door de BSA A65 Star. 

### Uitrusting
De BSA A10 Golden Flash werd geleverd in zwart of "beige", een kleur die erg op een lichte goudkleur leek. De flanken van de tank waren gedeeltelijk verchroomd. De ongeveerde versie kreeg een zweefzadel, dat nodig was om nog enig comfort te bieden. De versie met plunjervering kon ook met zweefzadel gekocht worden, maar kon ook worden voorzien van een duozadel. Vanwege schaarste door het uitbreken van de Koreaanse Oorlog moesten alle BSA's in 1952 vrijwel zonder chroom geleverd worden. Het chroom werd vervangen door zilverkleurige lak, behalve op de uitlaten en de velgen, die wel een gelakte strook in het midden kregen. Eind 1952 werd weer chroom op de tank toegepast en de velgen waren weer volledig verchroomd. Onder de koplamp kwam een klein stadslichttje. De snelheidsmeter zat nog op het stuur en de ampèremeter op de koplamp.
In 1953 kreeg de koplamp een nacelle, waar de snelheidsmeter werd ingebouwd. In 1954 werd de buddyseat standaard omdat de plunjervering zodanig verbeterd was dat ze de toets der kritiek kon doorstaan. De ongeveerde versie verviel, maar de swingarm met twee veer/demperelementen werd ook leverbaar. Na 1957 verviel de plunjervering helemaal en hadden alle modellen een swingarm-achtervering. In 1961 kregen alle modellen een wisselstroomdynamo omdat Lucas Industries de productie van de magdyno beëindigde. Het was het laatste jaar voor de Golden Flash. 

### Motor
De motor was een dwarsgeplaatste luchtgekoelde staande paralleltwin die gebaseerd was op de 500cc-BSA A7, maar met een boring van 70 mm en een slag van 84 mm en een cilinderinhoud van 646,5 cc. De machine had slechts één carburateur, een 27mm-Amal 76/276, die in 1955 werd vervangen door een 27mm-Amal 376 Monobloc en in 1960 door een 28,6mm-Amal 389 Monobloc. De elektrische installatie kwam van Lucas Industries, net als BSA en Amal gevestigd in Birmingham. In het distributiecarter zat een kettingaandrijving voor de dynamo aan de voorkant en een tandwieltrein voor de ontstekingsmagneet aan de achterkant van het cilinderblok. De krukas was uit drie delen samengeperst, maar het kogellager aan de linkerkant werd door Hopwood vervangen door een rollager. Aan de rechterkant zat een glijlager, dat een tijdige vervanging van de motorolie (elke 1.600 km) vereiste omdat het anders snel sleet. De compressieverhouding van 6,5:1 was laag, maar dat was nodig omdat de Britse "pool"-benzine een octaangetal van 72 RON had. Toen in 1953 benzine met een octaangetal van 80 RON op de markt kwam, werd de compressieverhouding verhoogd naar 7,2:1. Het vermogen was 35 pk bij 4.500 tpm. 

### Transmissie
Links op de krukas zat een transmissiedemper en het voorste tandwiel van de primaire aandrijving. Die gebeurde met een duplexketting met een automatische kettingspanner die de meervoudige droge plaatkoppeling en de vierversnellingsbak aandreef. De versnellingsbak was compacter en lichter dan bij de andere modellen en schakelde ook beter. Op de versnellingsbak zat de inklapbare kickstarter. De secundaire aandrijving verliep via een enkele ketting onder een zwartgelakt kettingschermpje.

### Rijwielgedeelte
De A10 had een dubbel wiegframe met de nieuwe, door Herbert Parker ontwikkelde telescoopvork met frictie-stuurdemper, zonder achtervering of tegen meerprijs met plunjervering. Voor zat een halve naaf 8 inch-trommelrem, achter een 7 inch-trommelrem. Vanaf 1954 werden exportmachines standaard geleverd met een swingarm met twee veer/demperelementen, maar in de eerste jaren bleef in het Verenigd Koninkrijk de - inmiddels verbeterde - plunjervering ook nog te koop, speciaal voor de zijspanrijders. In 1958, toen de BSA M33-zijspantrekker uit het programma verdween, werd het frame van de A10 Golden Flash voorzien van zijspanaansluitingen. 

### BSA Royal Tourist
In 1960 en 1961 werd de BSA A10 Golden Flash in de Verenigde Staten ook verkocht als BSA Royal Tourist.

## BSA A10SF Super Flash (1953-1954)
In 1951 ging Bert Hopwood naar de Verenigde Staten om te onderhandelen met de verdelers van BSA. Het is bekend dat Hap Alzina, BSA-distributeur in Californië, een raceteam opzette met vier BSA A7S Star Twins en twee ZB34GS Gold Stars. Hij was distributeur voor de Amerikaanse Westkust, maar ook de Oostkust had haar eigen vertegenwoordiging. In de VS begon een concurrentiestrijd tussen de Britse merken. Er was behoefte aan sportieve motorfietsen, die de Amerikaanse merken niet aanboden. De Amerikaanse wegen waren daar ook  - meer dan de Britse - voor geschikt en met de komst van de Britse 500cc- en 650cc-twins kon in die behoefte worden voorzien. Het resultaat was dat in februari 1953 de eerste BSA A10SF Super Flash naar Amerika werd verscheept. De machine had als extra een toerenteller, sportieve, smalle spatborden en leverde 42 pk. Dat werd bereikt door de toepassing van een 357-nokkenas en een Amal-TT-carburateur. De plunjervering zorgde voor problemen als de machine echt op snelheid (175 km/uur) werd gereden. De swingarm-achtervering was nog niet klaar, maar vanaf 1954 kwam ze beschikbaar en werd de Super Flash daar ook van voorzien. De productie werd na 1954 beëindigd toen de A10R Road Rocket verscheen.

## BSA A10R Road Rocket (1955-1957)
Eind 1954 presenteerde BSA de A10R Road Rocket. Daarmee konden nu ook de Europese klanten een sportievere versie van de A10 kopen. De machine, voorzien van een swingarm-achtervork en de nieuwe aluminium cilinderkop, was wel iets tammer dan de Super Flash. Ze had een 356-nokkenas die iets minder extreem was dan de 357-nokkenas van de Super Flash. Het inlaatspruitstuk maakte geen deel meer uit van de cilinderkop, maar was los gemonteerd. Daardoor kon het vervangen worden als de gebruiker twee carburateurs wilde gebruiken. Standaard had de machine een enkele Amal TT-carburateur. Daarmee kwam het vermogen op 40 pk. De BSA A10R Road Rocket werd in 1958 opgevolgd door de A10R Super Rocket.

## BSA A10S Spitfire Scrambler (1957-1963)
De BSA A10S Spitfire Scrambler werd in 1957 speciaal voor Hap Alzina uitgebracht om tegenstand te bieden tegen de Triumph TR6 Trophy in de desert races in het zuidwesten van de Verenigde Staten (o.a. in de Mojavewoestijn) en in Mexico. Er werd een aangepaste Golden Flash-motor toegepast, met een verhoogde compressieverhouding van 9:1, een 357 race-nokkenas en een 28,3mm-Amal-Monobloc-carburateur. De versnellingsbak kreeg langere versnellingen. Het frame, de wielen en de voorvork kwamen aanvankelijk van de DB34GS Gold Star Catalina-scrambler, maar nog in het eerste jaar werd een A10-frame gebruikt. De machine kreeg een beschermplaat voor het carter en een 7,5liter-tank. Verlichting werd niet geleverd en de uitlaten hadden geen dempers. De ontsteking werd verzorgd door een Lucas-racemagneet. In 1958 kreeg de cilinderkop de grotere kleppen van de BSA A10R Super Rocket. In 1959 werd een kleiner zadel gemonteerd en beide uitlaten werden naar de linkerkant gebracht. Deze versie bleef tot 1963 in gebruik. 

### BSA Gold Star Spitfire Scrambler (1963)
In 1963 veranderde de naam van de machine in BSA Gold Star Spitfire Scrambler. Dat kwam omdat onderdelen van de DBD34GS Gold Star Scrambler werden gebruikt. 

## A10R Super Rocket (1958-1963)
De A10R Super Rocket volgde in 1958 de A10R Road Rocket op. Ze had nog steeds een Amal TT-carburateur, maar het losse inlaatspruitstuk was vervallen, zodat het niet meer mogelijk was een tweede carburateur te gebruiken. Wel waren de kleppen groter geworden en met de 356-sportnokkenas leverde dat 43 pk op. Door een kortere eerste versnelling was de acceleratie verbeterd. De halve naaf-trommelremmen waren vervangen door volle naaf-exemplaren, nog steeds 8 inch voor en 7 inch achter. De stangbediening van de achterrem was vervangen door een bowdenkabel. De Amerikaanse modellen kregen behalve het "raketje" op de tank ook een klein ornament op het voorspatbord. Daarvoor gebruikte men de boorgaten die in het Verenigd Koninkrijk voor de voorste kentekenplaat werden gebruikt. Er waren nog meer verschillen: in het VK gebruikte men diepere spatborden en de toerenteller was een accessoire. In 1960 kreeg de machine een 357-racenokkenas en een grotere carburateur, waardoor het vermogen steeg naar 46 pk. De machine bleef tot 1963 in productie. Toen was de opvolger BSA A65R Rocket al een jaar in productie. 

## BSA A10RGS Rocket Gold Star (Gold Star Twin, 1962-1963)
De BSA A65-serie volgde al in 1962 de A10-serie op, maar voorzag (nog) niet in een nieuwe sportmotor. In plaats daarvan kwam de BSA A10RGS Rocket Gold Star, die ook als BSA Gold Star Twin werd verkocht. Het frame kwam van de eencilinder BSA DBD34GS Gold Star Clubman. De machine had standaard de twee-in-een-uitlaat die ook voor de Super Rocket leverbaar was. De motor was in principe gelijk aan die van de Super Rocket, maar de exemplaren die op de rollerbank het sterkst bleken werden in de Rocket Gold Stars gemonteerd. 

## Einde productie
Al in 1962 kwamen de BSA A50-serie en de BSA A65-serie als opvolgers voor de 500cc-BSA A7-serie en de 650cc-BSA A10-serie. Het belangrijkste verschil was de geïntegreerde (unit construction)-versnellingsbak, waarmee BSA de meeste concurrenten een slag voor was. 

## Ariel Huntmaster en Ariel Cyclone
In 1951 werd Ariel, dat eigendom was van Jack Sangster, verkocht aan BSA. Ariel had al een 500cc-paralletwin, de Ariel KH 500, maar BSA wilde niet investeren in de ontwikkeling van een 650cc-motor. In 1954 werd het BSA Golden Flash-blok met aangepaste carters in een Ariel-frame gehangen waardoor de Ariel Huntmaster ontstond. Die machine bleef tot 1959 in productie. In 1958 volgde het sportmodel Ariel Cyclone, dat met de BSA A10SF Super Flash-motor werd uitgerust en tot 1960 in productie bleef. 

## Technische gegevens
| BSA A10                | Golden Flash                                                                                         | SF Super Flash                                      | R Road Rocket                | S Spitfire Scrambler         | R Super Rocket                                                 | RGS Rocket Gold Star         |
| ---------------------- | --- | --------------------------------------------------- | ---------------------------- | ---------------------------- | -------------------------------------------------------------- | ---------------------------- |
| Periode                | 1950-1961                                                                                            | 1953-1954                                           | 1955-1957                    | 1957-1963                    | 1958-1963                                                      | 1962-1963                    |
| Categorie              | Toer / zijspantrekker                                                                                | Sport                                               | Sport                        | Scrambler                    | Sport                                                          | Sport                        |
| Motortype              | Stoterstangen kopklepmotor                                                                           | Stoterstangen kopklepmotor                          | Stoterstangen kopklepmotor   | Stoterstangen kopklepmotor   | Stoterstangen kopklepmotor                                     | Stoterstangen kopklepmotor   |
| Bouwwijze              | Dwarsgeplaatste paralleltwin                                                                         | Dwarsgeplaatste paralleltwin                        | Dwarsgeplaatste paralleltwin | Dwarsgeplaatste paralleltwin | Dwarsgeplaatste paralleltwin                                   | Dwarsgeplaatste paralleltwin |
| Koeling                | Lucht                                                                                                | Lucht                                               | Lucht                        | Lucht                        | Lucht                                                          | Lucht                        |
| Boring                 | 70 mm                                                                                                | 70 mm                                               | 70 mm                        | 70 mm                        | 70 mm                                                          | 70 mm                        |
| Slag                   | 84 mm                                                                                                | 84 mm                                               | 84 mm                        | 84 mm                        | 84 mm                                                          | 84 mm                        |
| Cilinderinhoud         | 646,5 cc                                                                                             | 646,5 cc                                            | 646,5 cc                     | 646,5 cc                     | 646,5 cc                                                       | 646,5 cc                     |
| Carburateur(s)         | 1950-1954 Amal 76/276 27 mm, 1955-1959: Amal 376 Monobloc 27 mm 1960-1963: Amal 389 Monobloc 28,6 mm | Amal 10TT9 27 mm                                    | Amal 10TT9 27 mm             | Amal Monobloc 389 28,3 mm    | Amal 376 Monobloc 27 mm. vanaf 1960: Amal Monobloc 389 28,3 mm | Amal Monobloc 389 28,3 mm    |
| Smeersysteem           | Dry-sumpsysteem                                                                                      | Dry-sumpsysteem                                     | Dry-sumpsysteem              | Dry-sumpsysteem              | Dry-sumpsysteem                                                | Dry-sumpsysteem              |
| Compressieverhouding   | 6,5:1 vanaf 1953: 7,2:1                                                                              | 7,2:1                                               | 7,2:1                        | 9:1                          | 8,5:1                                                          | 9,1:1                        |
| Max. Vermogen          | 35 pk bij 4.500 tpm                                                                                  | 42 pk                                               | 40 pk bij 6.000 tpm          | 43 pk                        | 43 pk vanaf 1960: 46 pk                                        | 46 pk bij 6.250 tpm          |
| Topsnelheid            | 160 km/uur                                                                                           | 175 km/uur                                          | 175 km/uur                   | Onbekend                     | 185 km/uur                                                     | Onbekend                     |
| Primaire aandrijving   | Ketting                                                                                              | Ketting                                             | Ketting                      | Ketting                      | Ketting                                                        | Ketting                      |
| Koppeling              | Meervoudige droge plaat                                                                              | Meervoudige droge plaat                             | Meervoudige droge plaat      | Meervoudige droge plaat      | Meervoudige droge plaat                                        | Meervoudige droge plaat      |
| Versnellingen          | 4 | 4                                                   | 4                            | 4                            | 4                                                              | 4                            |
| Secundaire aandrijving | Ketting                                                                                              | Ketting                                             | Ketting                      | Ketting                      | Ketting                                                        | Ketting                      |
| Rijwielgedeelte        | Dubbel wiegframe                                                                                     | Dubbel wiegframe                                    | Dubbel wiegframe             | Dubbel wiegframe             | Dubbel wiegframe                                               | Dubbel wiegframe             |
| Voorvork               | Telescoopvork                                                                                        | Telescoopvork                                       | Telescoopvork                | Telescoopvork                | Telescoopvork                                                  | Telescoopvork                |
| Achtervork             | 1950-1953: Star en plunjervering 1954-1957: Plunjervering en swingarm 1958-1963: Swingarm            | 1953: Plunjervering 1954: Plunjervering en Swingarm | Swingarm                     | Swingarm                     | Swingarm                                                       | Swingarm                     |
| Remmen                 | Trommelremmen                                                                                        | Trommelremmen                                       | Trommelremmen                | Trommelremmen                | Trommelremmen                                                  | Trommelremmen                |
| Tankinhoud             | 16 liter                                                                                             | 16 liter                                            | 16 liter                     | 7,5 liter                    | 16 liter                                                       | 16 liter                     |
| Droog gewicht          | 179 kg                                                                                               | 190 kg                                              | 190 kg                       | Onbekend                     | 170 kg                                                         | 143 kg                       |
| Opvolger               | A65 Star                                                                                             | A10R Road Rocket                                    | A10R Super Rocket            | Geen                         | A65R Rocket                                                    | Geen                         |

## Tijdlijn
| 1950-1963                         | 1950-1963 | 1950-1963 | 1950-1963                       | 1950-1963                  | 1950-1963                 | 1950-1963                 | 1950-1963                        | 1950-1963                  | 1950-1963                  | 1950-1963                  | 1950-1963                  | 1950-1963                        | 1950-1963                  |
| --------------------------------- | --------- | --------- | ------------------------------- | -------------------------- | ------------------------- | ------------------------- | -------------------------------- | -------------------------- | -------------------------- | -------------------------- | -------------------------- | -------------------------------- | -------------------------- |
| 1950                              | 1951      | 1952      | 1953                            | 1954                       | 1955                      | 1956                      | 1957                             | 1958                       | 1959                       | 1960                       | 1961                       | 1962                             | 1963                       |
| A10 Golden Flash star achterframe |           |           |                                 |                            |                           |                           |                                  |                            |                            |                            |                            |                                  |                            |
| A10 Golden Flash plunjervering    |           |           |                                 |                            |                           |                           |                                  |                            |                            |                            |                            |                                  |                            |
|                                   |           |           |                                 | A10 Golden Flash swingarm  | A10 Golden Flash swingarm | A10 Golden Flash swingarm | A10 Golden Flash swingarm        | A10 Golden Flash swingarm  | A10 Golden Flash swingarm  | A10 Golden Flash swingarm  | A10 Golden Flash swingarm  | A65 Star→                        | A65 Star→                  |
|                                   |           |           | A10SF Super Flash plunjervering |                            |                           |                           |                                  |                            |                            |                            |                            |                                  |                            |
|                                   |           |           |                                 | A10SF Super Flash swingarm | A10R Road Rocket swingarm | A10R Road Rocket swingarm | A10R Road Rocket swingarm        | A10R Super Rocket swingarm | A10R Super Rocket swingarm | A10R Super Rocket swingarm | A10R Super Rocket swingarm | A10R Super Rocket swingarm       | A10R Super Rocket swingarm |
|                                   |           |           |                                 |                            |                           |                           | A10S Spitfire Scrambler swingarm |                            |                            |                            |                            |                                  |                            |
|                                   |           |           |                                 |                            |                           |                           |                                  |                            |                            |                            |                            | A10RGS Rocket Gold Star swingarm |                            |